# Формула Римана — фон Мангольдта
Формула Римана — фон Мангольдта — выражение, описывающее распределение нулей дзета-функции Римана; число нулей дзета-функции с мнимой частью большей 0 и не превосходящей заданное число {\displaystyle T} удовлетворяет следующему соотношению:
{\displaystyle N(T)={\frac {T}{2\pi }}\log {\frac {T}{2\pi }}-{\frac {T}{2\pi }}+O(\log {T})}.
Впервые дана Риманом в работе «О числе простых чисел, не превышающих данной величины» (1859), окончательно доказана Мангольдтом в 1905 году.
В 1918 году финский математик Йозеф Беклунд (Ralf Josef Bäcklund; 1888—1949) вывел явную оценку ошибки для всех {\displaystyle T>2}:
{\displaystyle \left\vert {N(T)-\left({{\frac {T}{2\pi }}\log {\frac {T}{2\pi }}-{\frac {T}{2\pi }}}-{\frac {7}{8}}\right)}\right\vert <0{,}137\log T+0{,}443\log \log T+4{,}350}.